# 클로데트 콜베르
클로데트 콜베르(영어: Claudette Colbert 클로뎃 콜베어[*], 영어 발음: /klɔˈdet koʊlˈbɛər/ 본명은 에밀리 쇼슈앵(프랑스어: Émilie Chauchoin), 1903년 9월 13일 ~ 1996년 7월 30일)은 프랑스 출신의 미국의 배우이다.

## 생애
프랑스 발드마른주 생망데에서 태어나 뉴욕에서 자란 콜베르는 1920년대 동안 브로드웨이에서 활동을 시작하였고, 이후 유성 영화의 출연 시기에 영화계에 진출했다. 그는 파라마운트 픽처스에서 성공적인 영화 사업을 이룩하였고, 뛰어난 스크루볼 코미디 배우 중 하나로 이름을 알렸다. 그는 1930년대 후반에 가장 돈을 많이 받는 여자 배우 중 한 사람이었으며, 나중에는 프리랜스 공연가가 되었다. 1934년에 《어느날 밤에 생긴 일》로 아카데미 여우주연상을 받았고, 《프라이빗 월드》 (1935)와 《당신이 떠난 후》 (1944)로 아카데미 여우주연상 후보에 올랐다.
그의 영화 출연은 1950년대부터 줄어들기 시작하여 1961년에 마지막 영화를 찍었다. 그는 그 후 연극 무대로 돌아왔고, TV에도 가끔씩 출연했다. 그의 경력은 60년 이상 이어졌다. 말년에 그는 바베이도스로 떠났고, 그곳에서 뇌졸중으로 인해 92세의 나이로 숨을 거뒀다.
콜베르는 사라 시돈스 협회로부터 연극 관련 상을 받았고, 케네디 센터 공헌상을 받았으며, 1999년에 미국 영화 연구소는 그를 역대 최고의 배우 100명 중 한 명으로 선정했다.

## 출연 작품
- 언덕 위의 천둥 (Thunder on the Hill, 1951) - 수녀 메리 역
- 잘자요, 내 사랑 (Sleep, My Love, 1948) - 알리슨 코우트랜드 역
- 팜 비치 스토리 (The Palm Beach Story, 1942) - 제리 제퍼스 역
- 붐 타운 (Boom Town, 1940) - 엘리자베스 맥마스터스 역
- 모호크족의 북소리 (Drums Along the Mohawk, 1939) - 라나 마틴 역
- 어느날 밤에 생긴 일 (It Happened One Night, 1934) - 엘리 앤드류스 역
- 클레오파트라 (Cleopatra, 1934) - 클레오파트라 역
- 미소 짓는 중위 (The Smiling Lieutenant, 1931)